# Al-Burajsa
Al-Burajsa – wieś w Syrii, w muhafazie Idlib. W 2004 roku liczyła 616 mieszkańców.